# Figli di una buona stella
Figli di una buona stella è un singolo dei Ridillo,  il primo a venire pubblicato su vinile 12".
In piena estate 1997, mentre in cielo si poteva osservare il passaggio della Cometa Hale-Bopp, esce il disco mix e viene distribuito alle radio il CD singolo promozionale. In seguito, a inizio autunno, viene messo in vendita anche il CD singolo commerciale. Il 12" è in pratica un Ep che include i 3 precedenti singoli pubblicati per la Best Sound. Il brano è volutamente ispirato a Figli delle stelle di Alan Sorrenti della quale può quasi essere considerato una specie di seguito. In ottobre esce anche il remix con tre nuove versioni house, sia in vinile commerciale che in CD singolo promozionale.

## Tracce
12" (Best Sound/PolyGram 571 631-1)
1. Figli di una buona stella - 4:55
2. MondoNuovo - 3:57
3. Festa in 2 - 4:28
4. Arrivano i nostri (Sarà quel che sarà) (de luxe remix) - 4:25

CD singolo (Best Sound/PolyGram 571 630-2)
1. Figli di una buona stella - 4:58
2. Festa in 2 - 4:29

12" remix (Best Sound/PolyGram 569 159-1)
1. Figli di una buona stella (estrella travolta remics) - 4:17
2. Figli di una buona stella (mambo jumbo dub) - 6:22
3. Figli di una buona stella (mambo jumbo vocal) - 6:18